# Die Herren Wunderlich

Die Herren Wunderlich

Die Herren Wunderlich ist der Name eines Musik-Ensembles aus Kufstein in Österreich.

## Stil
Interpretiert werden vor allem Lieder der 1920er Jahre. Aber auch Schlager der 1940er und der 1960er Jahre gehören zum Repertoire. Mitglieder sind die beiden Tenöre Herbert Oberhofer und Georg Anker und der Pianist und Bariton Josef Hacklinger. Alle drei sind Mitglieder beim Stadttheater Kufstein. Hacklinger war jahrelang auch Organist der Kufsteiner Heldenorgel, der größten Freiorgel der Welt.

## Biografie
Das Trio fand im Januar 1998 zusammen. Der erste gemeinsam zu erledigende Auftrag bestand in einer Mitternachtseinlage für einen Ball. Die Lieder "Veronika, der Lenz ist da", Wochenend und Sonnenschein, "Mein kleiner, grüner Kaktus" und "Schöne Isabella aus Kastilien" wurden dafür gemeinsam geprobt und vorgeführt. Weitere Auftritte im Tiroler Raum folgten darauf. Im Frühjahr 1999 wurde das erste Mal ein wirklich abendfüllendes Programm im Kufsteiner Kulturhaus aufgeführt. Der Name "Die Herren Wunderlich" ist eine Hommage an den Tenor Fritz Wunderlich.
Die Herren Wunderlich hatten neben mehrfachen Auftritten u. a. im ORF, der ARD sowie im BR verschiedene Auftritte vor allem in Tirol und Bayern sowie Gastauftritte in Ungarn, der Schweiz und Südtirol.

## Diskografie
- Livemitschnitt (1920er-Jahre-Konzert)
- In der Bar zum Krokodil (20er bis 40er Jahre)
- Schlagerparade (40er bis 60er Jahre)
- Happy Feet (mit dem Münchner Ballhausorchester La Rose Rouge)
- Wunderliche Weihnacht
- Amelie (gemeinsames Projekt mit der Koasa Combo)